# 陈静 (排球运动员)
陈静（1975年9月3日—），中国女子排球运动员，中国国家女子排球队成员。她曾参加2000年夏季奥运会、2004年夏季奥运会女子排球比赛和2003年世界杯女子排球赛。